# Maastrichtsche Watersportclub
De Maastrichtsche Watersportclub (MWC) is een Nederlandse watersportvereniging voor roeiers, zeilers en motorbootvaarders. De vereniging is opgericht in 1914 en telt circa 500 leden.
MWC faciliteert programma's voor het (beter) leren roeien, het prestatief begeleiden van roeiers, jeugdroeien en roeien voor mindervaliden. De club beschikt over eigen havenfaciliteiten.

Het blad in de kleuren van MWC.

Sinds enkele jaren is MWC actief op (inter)nationaal niveau.
MWC is aangesloten bij de Koninklijke Nederlandsche Roeibond (KNRB), de Zuidelijke Roeibond (ZRB), de Koninklijke Nederlandse Watersport Vereniging (KNWV), het Vlaams Verbond voor de Watersport (VVW) en de Stichting Zeilraad Maastricht.